# Erszényesoroszlán
Az erszényesoroszlán (Thylacoleo carnifex) az erszényesek (Marsupialia) közé tartozó fosszilis erszényesoroszlán-félék (Thylacoleonidae) egy faja, amely Ausztráliában élt a pleisztocén időszakban. Mintegy 1,6 millió évvel ezelőtt jelent meg és kb. 50-35 000 évvel ezelőtt halt ki.

## Leírása
Az erszényesoroszlán nem rokona a mai oroszlánnak (lévén az utóbbi méhlepényes emlős). Csontjait az 1830-as években fedezték fel Ausztrália Új-Dél-Wales szövetségi államában. A fajt Richard Owen írta le először 1859-ben. A nevét egyrészt macskaszerű megjelenése miatt kapta; másrészt pedig azért, mert az erszényes emlősök világában olyan csúcsragadozó lehetett, mint az afrikai szavannák oroszlánja.
Az erszényesoroszlán volt Ausztrália legnagyobb ismert húsevő emlőse és Földünk legnagyobb ismert erszényes ragadozója. Hossza (az orrától a farkáig) kb. 1,5 méter lehetett, marmagassága kb. 75 cm, tömege pedig 101–164 kg közötti. A nőstény valamivel kisebb volt a hímnél. Az erszényes oroszlán növényevő emlősökre vadászott a pleisztocén kori Ausztrália különböző területein.
Az erszényesoroszlán egyedülálló fogazattal rendelkezett: összesen 26 db foga volt, ám nem voltak szemfogai (a méhlepényes ragadozóktól eltérően), viszont nagy méretű metszőfogai és erősen specializálódott, pengeszerű éllel rendelkező 5–6 cm hosszú tépőfogai voltak. Ezzel a fogazattal az erszényes oroszlán harapása (az állat testtömegéhez képest) a legnagyobb erejű volt minden, a Földön valaha élt állat harapása közül. Prédáit valószínűleg úgy ölte meg, hogy légcsövüket vagy valamelyik verőerüket átharapta. A megfelelő fogazat hiányában pedig valószínűleg a mancsaival és karmaival darabolta fel őket.
Mind a négy mancsán a „hüvelykujj” részlegesen szembefordítható volt a többi ujjal, így az állatnak tkp. négy „keze” volt, amelyek inkább voltak alkalmasak (fa)mászásra, fogásra, mint futásra vagy járásra. Karmai visszahúzhatóak voltak és az ujjai hegyén járt, mint a macskafélék. Ezen jellegzetességei arra utalnak, hogy erdei állat lehetett, de azok a területek, ahol maradványait megtalálták, az erszényes oroszlánok idejében inkább erdős-füves térségek voltak. Valószínűleg nem gyorsan mozgó prédára vadászott és zsákmányát (a leopárdhoz hasonlóan) a fákra is magával hurcolhatta, hogy elfogyassza. Méretei miatt feltehetően az orrszarvúméretű Diprotodon optatumot is elejthette.

## Kihalása
Kihalásának időpontja és oka nagyon vitatott. Mivel ez nem sokkal a mai ember ausztráliai megjelenése után következett be, ezért erős a gyanú, hogy a túlzott emberi vadászat lehetett az oka: vagy zsákmányállataik, vagy maguk az erszényes oroszlánok vadászata miatt. Mások szerint a pleisztocén végi felmelegedés okozhatta kipusztulását, amelynek során Ausztrália nagy része elsivatagosodott. (Erről bővebben: pleisztocén megafauna.) A legközelebbi élő rokona a vombat és a békés, növényevő koala.